# Le Cancre
Pour plus de détails, voir Fiche technique et Distribution.
Le Cancre est un film français, écrit et réalisé par Paul Vecchiali, sorti en 2016.
Ce film a été sélectionné par le Festival de Cannes 2016 (pour la première fois dans la carrière de Vecchiali âgé de 85 ans) et y est présenté en séance spéciale. Selon la critique, c'est une peinture facétieuse de la vieillesse qui n'a que rarement été filmée sous cet angle. Le cinéaste a rajouté au titre Carnet de belles, comme un clin d'œil au Carnet de bal de Julien Duvivier. Paul Vecchiali montre par ce film l'histoire d'un homme qui réétudie son passé autant que celle d’un cinéaste qui revisite tout un pan du cinéma français.

## Synopsis
Rodolphe (Paul Vecchiali), un homme âgé, grincheux et charmeur, vit au soir de sa vie avec son fils Laurent (Pascal Cervo), ange gardien encombrant qui, à l'approche de la quarantaine, est revenu s'installer dans la villa de son père dans le Var, pour surveiller la santé de celui-ci. Rodolphe est hanté par le souvenir de Marguerite (Catherine Deneuve), son amour de jeunesse, et ne vit que dans l'espoir de la retrouver, tandis que d'autres femmes qui ont compté pour lui viennent (en rêve ?) s'enquérir de lui. Laurent, qui a vécu une jeunesse paresseuse et qui s'est heurté à son père, se sent quelque peu perdu dans son existence, et finit tardivement par prendre la mesure de son attachement à son père.

## Fiche technique
- Titre : Le Cancre
- Réalisation : Paul Vecchiali
- Scénario : Paul Vecchiali et Noël Simsolo
- Musique : Roland Vincent
- Décors : Maurice Hug
- Photographie : Philippe Bottiglione
- Son : Francis Bonfanti et Elory Humez
- Montage : Vincent Commaret
- Production : Paul Vecchiali, Thomas Ordonneau
- Société de production : Shellac Sud, Dialectik
- Pays d'origine :  France
- Format : couleur - DCP, HD numérique, 5.1 - 1,85:1
- Genre : drame
- Durée : 116 minutes
- Date de sortie : 
  - Festival de Cannes : 18 mai 2016

## Distribution
- Catherine Deneuve : Marguerite
- Paul Vecchiali : Rodolphe
- Mathieu Amalric : Boris
- Édith Scob : Sarah, devenue religieuse
- Françoise Arnoul : Mimi
- Annie Cordy : Christiane
- Françoise Lebrun : Valentine
- Pascal Cervo : Laurent, le fils de Rodolphe
- Noël Simsolo : Ferdinand
- Julien Lucq : les huissiers Dupont et Dupond
- Raphaël Neal : Alex
- Pierre Sénélas : Pierre